# Капель, Уильям, 3-й граф Эссекс
Уильям Капель (англ. William Capell; 11 января 1697 — 8 января 1743) — британский аристократ, 4-й барон Капель, 3-й виконт Малден и 3-й граф Эссекс с 1710 года, кавалер ордена Чертополоха и ордена Подвязки.

## Биография
Уильям Капель родился в 1697 году и стал единственным сыном Элджернона Капеля, 2-го графа Эссекса, и его жены Мэри Бентинк. Он унаследовал владения и титулы отца после его смерти в 1710 году. В 1718—1727 году граф прислуживал принцу Уэльскому (впоследствии королю Георгу III), в 1722—1743 годах занимал должность лорда-лейтенанта Хартфордшира, в 1725 году стал кавалером шотландского ордена Чертополоха. В 1731—1736 годах сэр Уильям был чрезвычайным и полномочным британским послом в Турине, столице Сардинского королевства. С 1735 года он заседал в Тайном совете, в 1738 году был награждён орденом Подвязки. Граф умер 8 января 1743 года и был похоронен в Уотфорде (Хартфордшир).
Капель был женат дважды. Его первой женой стала в 1718 году Джейн Хайд, дочь Генри Хайда, 4-го графа Кларендона, и Джейн Левесон-Гоуэр, родившая четырёх дочерей, в том числе Шарлотту (1721—1790), жену Томаса Вильерса, 1-го графа Кларендона, и Мэри (умерла в 1782), жену Джона Форбса. В 1726 Капель женился во второй раз — на Элизабет Рассел, дочери Ризли Рассела, 2-го герцога Бедфорда, и Элизабет Хоуленд. В этом браке родились четыре дочери и два сына. Старший умер ребёнком, а второй, Уильям (1732—1799), стал после смерти отца 4-м графом Эссексом.